# Bah Sorma
Bah Sorma is een bestuurslaag in het regentschap Pematang Siantar van de provincie Noord-Sumatra, Indonesië. Bah Sorma telt 3131 inwoners (volkstelling 2010).